# Torneo de Valencia 2009
La 15.ª edición del certamen de tenis masculino Torneo de Valencia —también conocido como Valencia Open 500— se jugó en Valencia, España, entre el 2 y el 8 de noviembre de 2009 sobre pista dura. Formó parte del circuito mundial de la Asociación de Tenistas Profesionales en el grupo ATP 500.

## Jugadores de la ATP

### Cabezas de serie
| País        | Jugador            | Puesto ATP | Cabeza de serie |
| ----------- | ------------------ | ---------- | --------------- |
| Reino Unido | Andy Murray        | 4          | 1               |
| Rusia       | Nikolái Davydenko  | 6          | 2               |
| Francia     | Jo-Wilfried Tsonga | 8          | 3               |
| España      | Fernando Verdasco  | 9          | 4               |
| Francia     | Gilles Simon       | 12         | 5               |
| Francia     | Gaël Monfils       | 15         | 6               |
| España      | Tommy Robredo      | 16         | 7               |
| España      | David Ferrer       | 18         | 8               |

### Otros participantes
Los siguientes jugadores recibieron wildcards en el cuadro masculino:
- Daniel Gimeno-Traver
- Marcel Granollers
- Óscar Hernández (tenista)

Los siguientes jugadores consiguieron su pase mediante clasificación:
- Roberto Bautista
- Alejandro Falla
- Alberto Martín
- Christophe Rochus

## Campeones

### Individual
Andy Murray  vence a  Mijaíl Yuzhny, 6-3, 6-2

### Dobles
František Čermák /  Michal Mertiňák vencen a  Marcel Granollers /  Tommy Robredo, 6-4, 6-3